# Ajitanatha

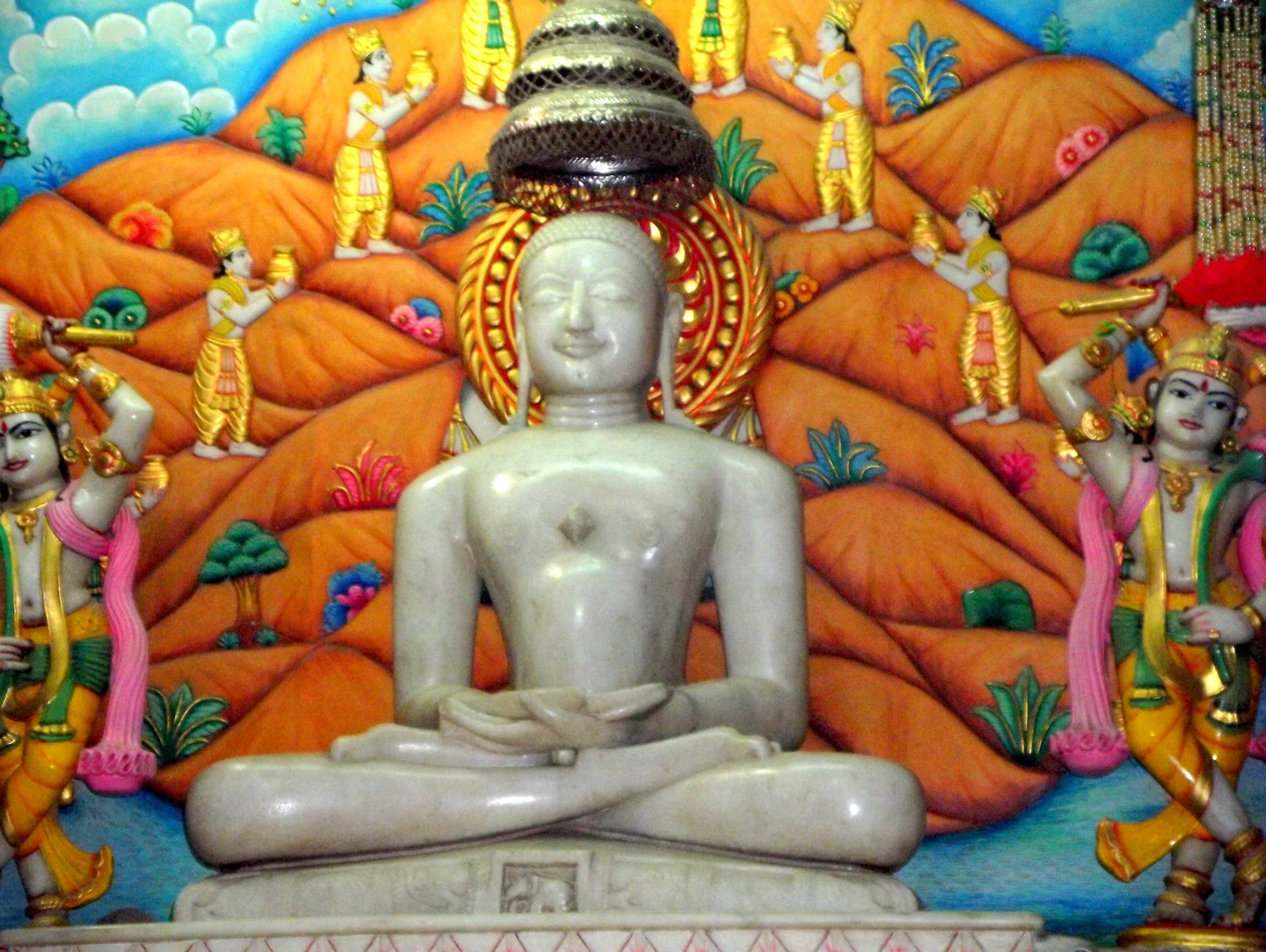
Estatua de Ajitanatha

Ajitanatha (lit. invencible) fue el segundo tirthankara de la era actual, avasarpini (ciclo de medio tiempo) según el jainismo. Nació del rey Jitashatru y la reina Vijaya en Ayodhya en la dinastía Ikshvaku. Era un alma liberada que ha destruido todo su karma.
Obtuvo Kevala Jnana (omnisciencia) bajo el árbol de sal y el Moksha en chaitra-shukla-panchmi (quinto día de la brillante mitad del mes de Chaitra) de Shikharji.
Simhasena era su principal ganadhara (discípulo principal). 